# Habropoda hookeri
Habropoda hookeri är en biart som beskrevs av Cockerell 1920. Habropoda hookeri ingår i släktet Habropoda och familjen långtungebin. Inga underarter finns listade i Catalogue of Life.